# Lijst van gemeenten in het departement Drôme

Gemeenten in Drôme

Hieronder volgt een lijst van de 369 gemeenten (communes) in het Franse departement Drôme (departement 26).

## A
Aix-en-Diois
- Albon
- Aleyrac
- Alixan
- Allan
- Allex
- Ambonil
- Ancône
- Andancette
- Anneyron
- Aouste-sur-Sye
- Arnayon
- Arpavon
- Arthémonay
- Aubenasson
- Aubres
- Aucelon
- Aulan
- Aurel
- Autichamp

## B
Ballons
- Barbières
- Barcelonne
- Barnave
- Barret-de-Lioure
- Barsac
- Bathernay
- La Bâtie-des-Fonds
- La Bâtie-Rolland
- La Baume-Cornillane
- La Baume-de-Transit
- La Baume-d'Hostun
- Beaufort-sur-Gervanne
- Beaumont-en-Diois
- Beaumont-lès-Valence
- Beaumont-Monteux
- Beauregard-Baret
- Beaurières
- Beausemblant
- Beauvallon
- Beauvoisin
- La Bégude-de-Mazenc
- Bellecombe-Tarendol
- Bellegarde-en-Diois
- Bénivay-Ollon
- Bésayes
- Bésignan
- Bézaudun-sur-Bîne
- Bonlieu-sur-Roubion
- Bouchet
- Boulc
- Bourdeaux
- Bourg-de-Péage
- Bourg-lès-Valence
- Bouvante
- Bouvières
- Bren
- Brette
- Buis-les-Baronnies

## C
Chabeuil
- Chabrillan
- Le Chaffal
- Chalancon
- Le Chalon
- Chamaloc
- Chamaret
- Chanos-Curson
- Chantemerle-les-Blés
- Chantemerle-lès-Grignan
- La Chapelle-en-Vercors
- La Charce
- Charens
- Charmes-sur-l'Herbasse
- Charols
- Charpey
- Chastel-Arnaud
- Châteaudouble
- Châteauneuf-de-Bordette
- Châteauneuf-de-Galaure
- Châteauneuf-sur-Isère
- Châteauneuf-du-Rhône
- Châtillon-en-Diois
- Châtillon-Saint-Jean
- Chatuzange-le-Goubet
- Chaudebonne
- La Chaudière
- Chauvac-Laux-Montaux
- Chavannes
- Clansayes
- Claveyson
- Cléon-d'Andran
- Clérieux
- Cliousclat
- Cobonne
- Colonzelle
- Combovin
- Comps
- Condillac
- Condorcet
- Cornillac
- Cornillon-sur-l'Oule
- La Coucourde
- Crépol
- Crest
- Crozes-Hermitage
- Crupies
- Curnier

## D
Die
- Dieulefit
- Divajeu
- Donzère

## E
Échevis
- Épinouze
- Érôme
- Espeluche
- Espenel
- Establet
- Étoile-sur-Rhône
- Eurre
- Eygalayes
- Eygaliers
- Eygluy-Escoulin
- Eymeux
- Eyroles
- Eyzahut

## F
Fay-le-Clos
- Félines-sur-Rimandoule
- Ferrassières
- Francillon-sur-Roubion

## G
La Garde-Adhémar
- Génissieux
- Gervans
- Geyssans
- Gigors-et-Lozeron
- Glandage
- Le Grand-Serre
- Grane
- Les Granges-Gontardes
- Granges-les-Beaumont
- Grignan
- Gumiane

## H
Hauterives
- Hostun

## I
Izon-la-Bruisse

## J
Jaillans
- Jonchères

## L
Laborel
- Lachau
- Lapeyrouse-Mornay
- Larnage
- La Laupie
- Laval-d'Aix
- Laveyron
- Lemps
- Lens-Lestang
- Léoncel
- Lesches-en-Diois
- Livron-sur-Drôme
- Loriol-sur-Drôme
- Luc-en-Diois
- Lus-la-Croix-Haute

## M
Malataverne
- Malissard
- Manas
- Manthes
- Marches
- Margès
- Marignac-en-Diois
- Marsanne
- Marsaz
- Menglon
- Mercurol
- Mérindol-les-Oliviers
- Mévouillon
- Mirabel-aux-Baronnies
- Mirabel-et-Blacons
- Miribel
- Mirmande
- Miscon
- Molières-Glandaz
- Mollans-sur-Ouvèze
- Montauban-sur-l'Ouvèze
- Montaulieu
- Montboucher-sur-Jabron
- Montbrison-sur-Lez
- Montbrun-les-Bains
- Montchenu
- Montclar-sur-Gervanne
- Montéléger
- Montélier
- Montélimar
- Montferrand-la-Fare
- Montfroc
- Montguers
- Montjoux
- Montjoyer
- Montlaur-en-Diois
- Montmaur-en-Diois
- Montmeyran
- Montmiral
- Montoison
- Montréal-les-Sources
- Montrigaud
- Montségur-sur-Lauzon
- Montvendre
- Moras-en-Valloire
- Mornans
- La Motte-Chalancon
- La Motte-de-Galaure
- La Motte-Fanjas
- Mours-Saint-Eusèbe
- Mureils

## N
Nyons

## O
Omblèze
- Orcinas
- Oriol-en-Royans
- Ourches

## P
Parnans
- Le Pègue
- Pelonne
- Pennes-le-Sec
- La Penne-sur-l'Ouvèze
- Peyrins
- Peyrus
- Piégon
- Piégros-la-Clastre
- Pierrelatte
- Pierrelongue
- Les Pilles
- Plaisians
- Plan-de-Baix
- Le Poët-Célard
- Le Poët-en-Percip
- Le Poët-Laval
- Le Poët-Sigillat
- Pommerol
- Ponet-et-Saint-Auban
- Ponsas
- Pontaix
- Pont-de-Barret
- Pont-de-l'Isère
- Portes-en-Valdaine
- Portes-lès-Valence
- Poyols
- Pradelle
- Les Prés
- Propiac
- Puygiron
- Puy-Saint-Martin

## R
Ratières
- Réauville
- Recoubeau-Jansac
- Reilhanette
- Rémuzat
- La Répara-Auriples
- Rimon-et-Savel
- Rioms
- Rochebaudin
- Rochebrune
- Rochechinard
- La Roche-de-Glun
- Rochefort-en-Valdaine
- Rochefort-Samson
- Rochefourchat
- Rochegude
- Roche-Saint-Secret-Béconne
- La Roche-sur-Grane
- La Roche-sur-le-Buis
- La Rochette-du-Buis
- Romans-sur-Isère
- Romeyer
- Rottier
- Roussas
- Rousset-les-Vignes
- Roussieux
- Roynac

## S
Sahune
- Saillans
- Saint-Agnan-en-Vercors
- Saint-Andéol
- Saint-Auban-sur-l'Ouvèze
- Saint-Avit
- Saint-Bardoux
- Saint-Barthélemy-de-Vals
- Saint-Benoit-en-Diois
- Saint-Bonnet-de-Valclérieux
- Saint-Christophe-et-le-Laris
- Sainte-Croix
- Saint-Dizier-en-Diois
- Saint-Donat-sur-l'Herbasse
- Sainte-Eulalie-en-Royans
- Sainte-Euphémie-sur-Ouvèze
- Saint-Ferréol-Trente-Pas
- Saint-Gervais-sur-Roubion
- Sainte-Jalle
- Saint-Jean-en-Royans
- Saint-Julien-en-Quint
- Saint-Julien-en-Vercors
- Saint-Laurent-d'Onay
- Saint-Laurent-en-Royans
- Saint-Marcel-lès-Sauzet
- Saint-Marcel-lès-Valence
- Saint-Martin-d'Août
- Saint-Martin-en-Vercors
- Saint-Martin-le-Colonel
- Saint-Maurice-sur-Eygues
- Saint-May
- Saint-Michel-sur-Savasse
- Saint-Nazaire-en-Royans
- Saint-Nazaire-le-Désert
- Saint-Pantaléon-les-Vignes
- Saint-Paul-lès-Romans
- Saint-Paul-Trois-Châteaux
- Saint-Rambert-d'Albon
- Saint-Restitut
- Saint-Roman
- Saint-Sauveur-en-Diois
- Saint-Sauveur-Gouvernet
- Saint-Sorlin-en-Valloire
- Saint-Thomas-en-Royans
- Saint-Uze
- Saint-Vallier
- Saint-Vincent-la-Commanderie
- Salettes
- Salles-sous-Bois
- Saou
- Saulce-sur-Rhône
- Sauzet
- Savasse
- Séderon
- Serves-sur-Rhône
- Solérieux
- Souspierre
- Soyans
- Suze-la-Rousse
- Suze

## T
Tain-l'Hermitage
- Taulignan
- Tersanne
- Teyssières
- Les Tonils
- La Touche
- Les Tourrettes
- Treschenu-Creyers
- Triors
- Truinas
- Tulette

## U
Upie

## V
Vachères-en-Quint
- Val-Maravel
- Valaurie
- Valdrôme
- Valence
- Valouse
- Vassieux-en-Vercors
- Vaunaveys-la-Rochette
- Veaunes
- Venterol
- Vercheny
- Verclause
- Vercoiran
- Véronne
- Vers-sur-Méouge
- Vesc
- Villebois-les-Pins
- Villefranche-le-Château
- Villeperdrix
- Vinsobres
- Volvent